# Grimeton
Grimeton is een plaats in de gemeente Varberg in het landschap Halland en de provincie Hallands län. De plaats heeft 101 inwoners (2005) en een oppervlakte van 9 hectare. In de plaats ligt het radiostation Varberg, dat op de werelderfgoedlijst van UNESCO staat, ook staat er een kerk uit de Middeleeuwen in de plaats, deze kerk is in 1995 gerenoveerd. De directe omgeving van Grimeton bestaat voornamelijk uit akkers en wat bos. De stad Varberg ligt zo'n zeven kilometer ten westen van het dorp.